# Mymmel Blomberg
Mymmel Blomberg, född 19 maj 1951 i Östersund, är en svensk författare och fotograf, bosatt i Halmstad.
Hon är utbildad vid Lärarhögskolan i Härnösand 1972–1974, Nordens Fotoskola 1983–1985 och Poppius journalistskola 1985–1986.

## Utmärkelser
- Halmstad kommuns kulturstipendium 1998
- Hallandspostens kulturstipendium 2009
- Elsa Gravestipendiet 2012 (tillsammans med medförfattarna av Kvinnokraft)